# Puerto Aéreo y Espacial de Mojave
El Puerto Aéreo y Espacial de Mojave (en inglés: Mojave Air and Space Port) (IATA: MHV, ICAO: KMHV) también conocido como el Centro Civil de Pruebas Aeroespaciales, se encuentra en Mojave, California, a una altitud de 851 m (2791 pies). Se trata de la primera instalación en obtener una licencia en los Estados Unidos para el lanzamiento horizontal de naves espaciales reutilizables , siendo certificado como puerto espacial por la Administración Federal de Aviación el 17 de junio de 2004.
En 1935 , el condado de Kern estableció el aeropuerto de Mojave a una media milla al este de la ciudad para servir a la industria de la minería de oro y plata en la zona. El aeropuerto consistió en dos pista de tierra , una de los cuales fue modernizada, pero carecía de las instalaciones de abastecimiento de combustible o mantenimiento. En 1941, la Junta de Aeronáutica Civil inició mejoras en el aeropuerto para fines de defensa nacional que incluyó dos pistas de asfalto de 4500 x 150 pies y calles de rodaje adyacentes. El Condado de Kern acordó que el aeropuerto podría ser usado por los militares en caso de guerra.
El 20 de noviembre de 2012, el Consejo de Administración EKAD votó a favor de cambiar el nombre del distrito a Mojave Air and Space Port. Las autoridades dijeron que el nombre de puerto espacial es bien conocida en todo el mundo, pero EKAD no lo es. El cambio entró en vigor el 1 de enero de 2013.